# نانسی
نانسی شهری واقع در ناحیه لورن (Lorraine) در شمال شرقی فرانسه است. این شهر مرکز شهرستان (دپارتمان) مورت موزل (Meurthe-et-Moselle) است.
از لحاظ قدمت شهرنشینی در ناحیه (استان) لورن، قدیمی‌ترین شهر و از لحاظ جمعیت دومین شهر این ناحیه بعد از شهر متز می‌باشد.
برادران پوانکاره زاده این شهر هستند. این شهر بیشتر یک شهر دانشگاهی می‌باشد.

## آموزش عالی
دانشگاه‌های این شهر عبارتند از:
- دانشگاه هانری پوانکاره (نانسی ۱): Université Henri Poincaré
- دانشگاه نانسی ۲: Université Nancy 2

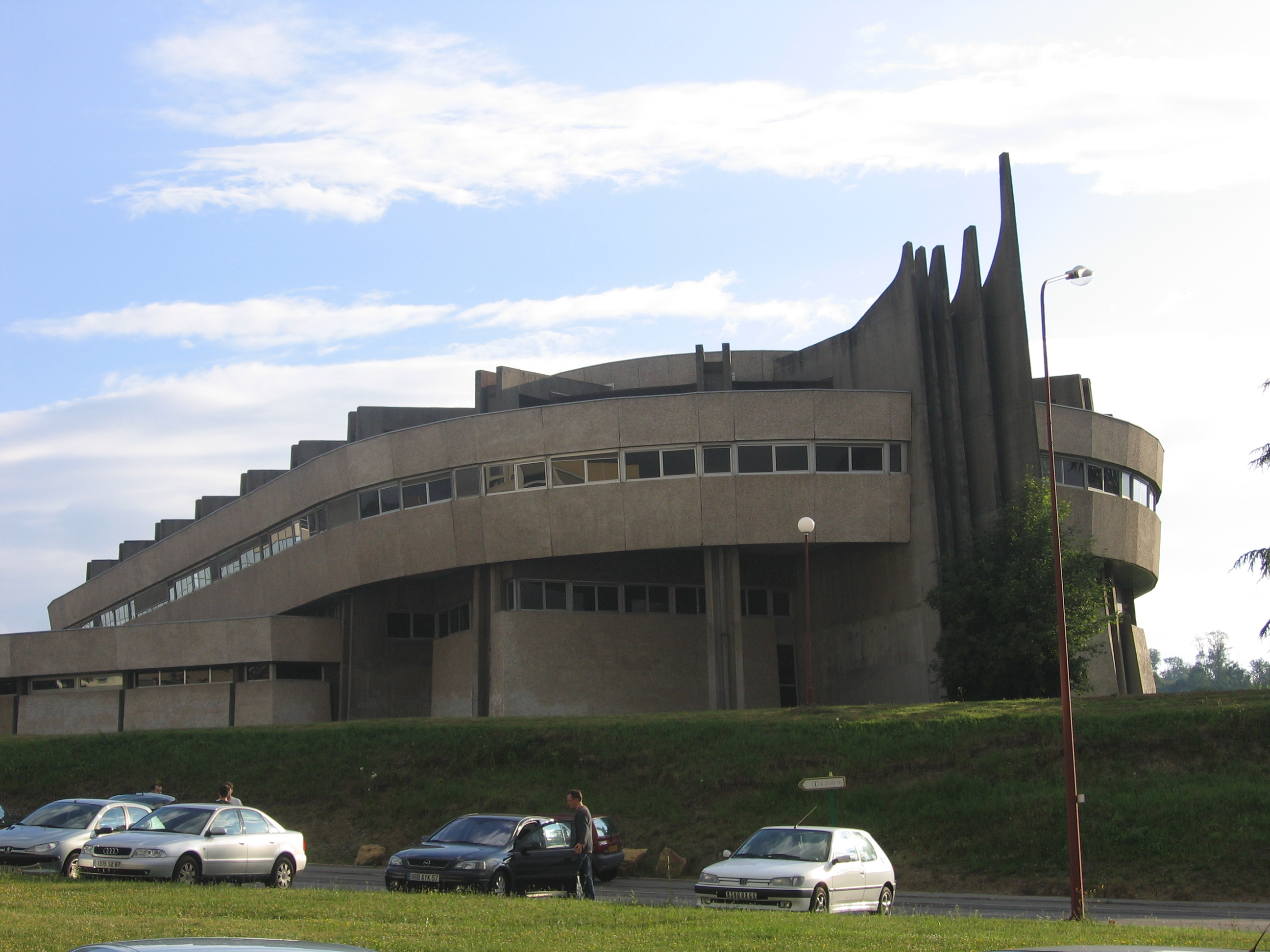
دانشگاه هانری پوانکاره

- INPL: انستیتو پلی تکنیک لورن Institut National Polytechnique de Lorraine

و مدارس فنی مهندسی این شهر عبارتند از:
- ENSIC: مدرسه ملی عالی صنایع شیمیایی École Nationale Supérieure des Industries Chimiques
- ENSEM: مدرسه ملی عالی برق و مکانیک École Nationale Supérieure d'Électricité et de Mécanique
- ENSMN:مدرسه ملی عالی معادن نانسیÉcole Nationale Supérieure des Mines de Nancy
- ENSG: مدرسه ملی عالی زمین‌شناسی École Nationale Supérieure de Géologie
- ESSTIN: مدرسه ملی عالی علوم و تکنولوژی مهندسی نانسی École Supérieure des Sciences et Technologies de l'Ingénieur de Nancy
- ESIAL: مدرسه ملی عالی انفورماتیک و کاربردها لورن École Supérieure d'Informatique et Applications de Lorraine
- ENSAIA:مدرسه ملی عالی کشاورزی و صنایع غذایی École nationale supérieure d'agronomie et des industries alimentaires
- ENSGSI: مدرسه ملی عالی مهندسی سیستم‌های صنعتی École nationale supérieure en génie des systèmes industriels
- EEIGM: مدرسه اروپایی مهندسی مواد École européenne en génie des matériaux

و سایر مدارس:
- مدرسه هنرهای زیبا نانسی (École des Beaux-Arts de Nancy)

## ورزش
این شهر دارای باشگاه‌های مهم ورزشی در رشته‌های فوتبال، بسکتبال، هاکی، هندبال و راگبی است. باشگاه فوتبال نانسی تحت عنوان باشگاه ورزشی نانسی - لورن در لیگ یک فوتبال فرانسه حضور دارد و باشگاه بسکتبال آن، در سال ۲۰۰۸ قهرمان لیگ بسکتبال فرانسه شد.